# 優梨奈
優梨奈（ゆりな、1997年11月19日 - ）は、日本の女優である。
過去にジョビィキッズプロダクションに所属していた。

## 出演

### ドラマ
- 連続テレビ小説「瞳」 小林佳奈 役
- 鈴木先生（3話、5話） 2-B生徒 役
- 中居正広の金曜日のスマイルたちへ -幼少期の十朱幸代 役

### CM出演
- セブン銀行　おでかけ篇 / お祝い篇
- ブルボン「カップゼリー」
- セガトイズ「スプレーアートPROベイシックセット」